# Лози (Вармінсько-Мазурське воєводство)
Лози (пол. Łozy, нім. Klingenberg) — село в Польщі, у гміні Плоскіня Браневського повіту Вармінсько-Мазурського воєводства.
Населення — 151 особа (2011).
У 1975-1998 роках село належало до Ельблонзького воєводства.

## Демографія
Демографічна структура станом на 31 березня 2011 року:
|          | Загалом | Допрацездатний вік | Працездатний вік | Постпрацездатний вік |
| -------- | ------- | ------------------ | ---------------- | -------------------- |
| Чоловіки | 73      | 14                 | 51               | 8                    |
| Жінки    | 78      | 22                 | 39               | 17                   |
| Разом    | 151     | 36                 | 90               | 25                   |